# 日高川駅
日高川駅（ひだかがわえき）は、和歌山県御坊市にあった紀州鉄道紀州鉄道線の駅（廃駅）である。
紀州鉄道線の終着駅であったが、1989年（平成元年）に西御坊駅 - 当駅間の廃線に伴い廃止された。

## 歴史
- 1934年（昭和9年）8月10日：開業。
- 1989年（平成元年）4月1日：西御坊 - 当駅間廃線のため廃駅となる[1]。

## 駅構造
単式ホーム1面1線のホームと2本の側線を持つ地上駅であった。ホームは多少崩れている箇所があるものの現在も残されている。かつては、王子製紙春日井工場に原材料のチップを運搬する国鉄貨車が出入りしていたが、末期は1日2往復のみであった。
戦前は機関庫が設けられるなど、鉄道線の中枢駅として機能していた。しかし、太平洋戦争中の1945年（昭和20年）6月22日に空襲に遭い、駅舎や機関庫は全焼した。

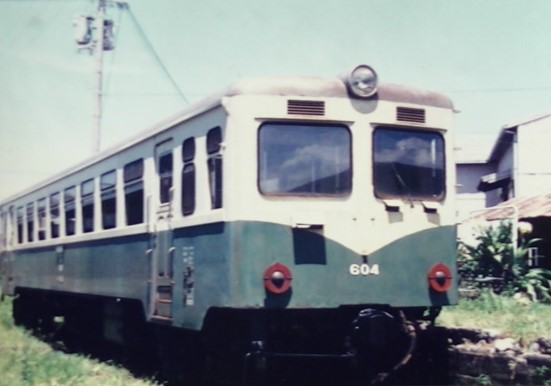
当駅に停車中のキハ604（1987年8月）

## 廃線跡の現状
西御坊駅と日高川駅の間は廃止から30年以上たった今でも線路が残されており、周辺住民の生活道路となっている（ただし、一部区間には「紀州鉄道管理地　立入禁止」の看板が立てられている）。また、腕木式信号機や踏切（使用中止の標記あり）も残っている。
日高川駅では線路が当時のまま残っているほか、駅の中程にある橋が残っている。転轍機も残っていた（但し分岐装置は作動しなかった）が、撤去されている。

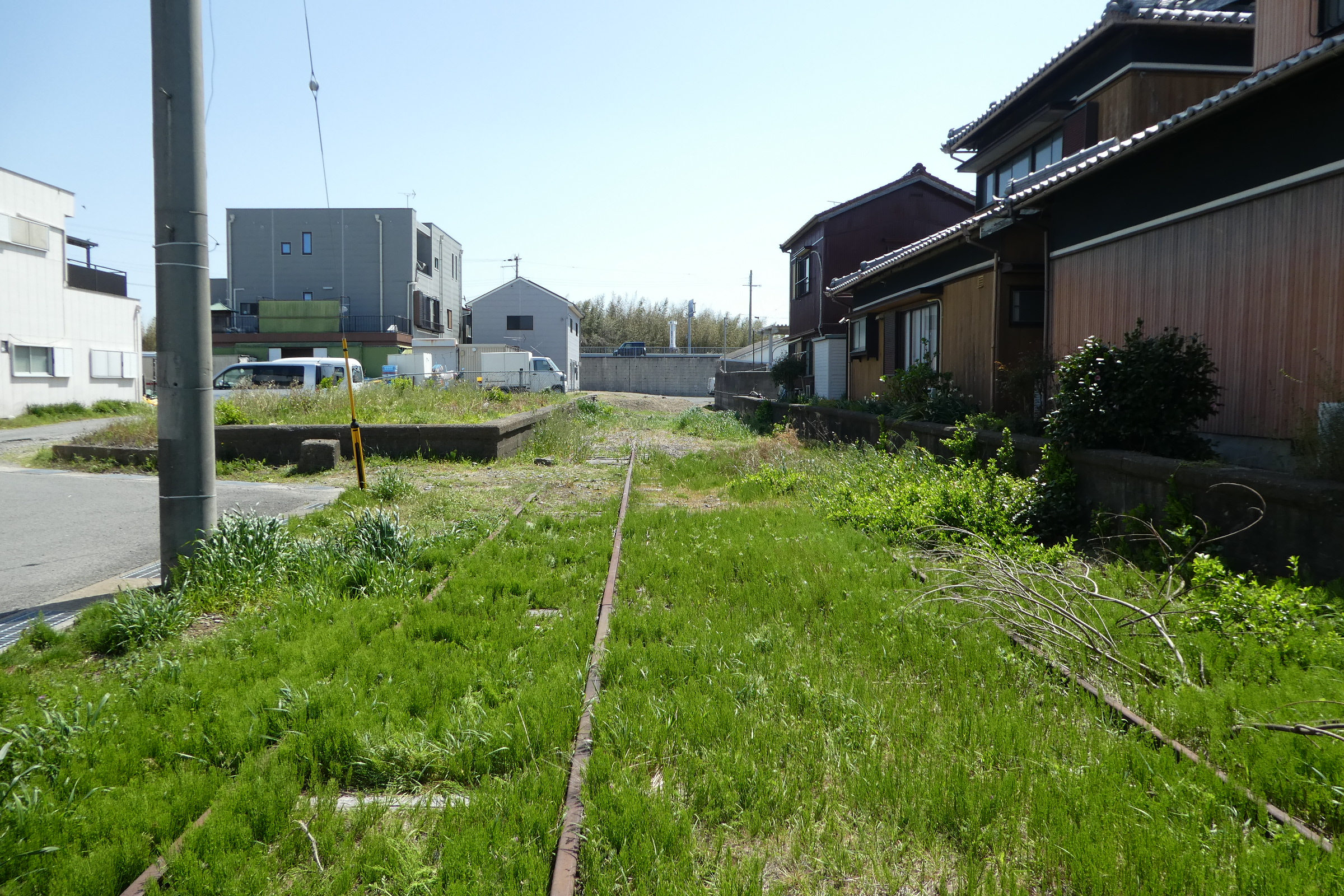
駅跡（2018年3月）
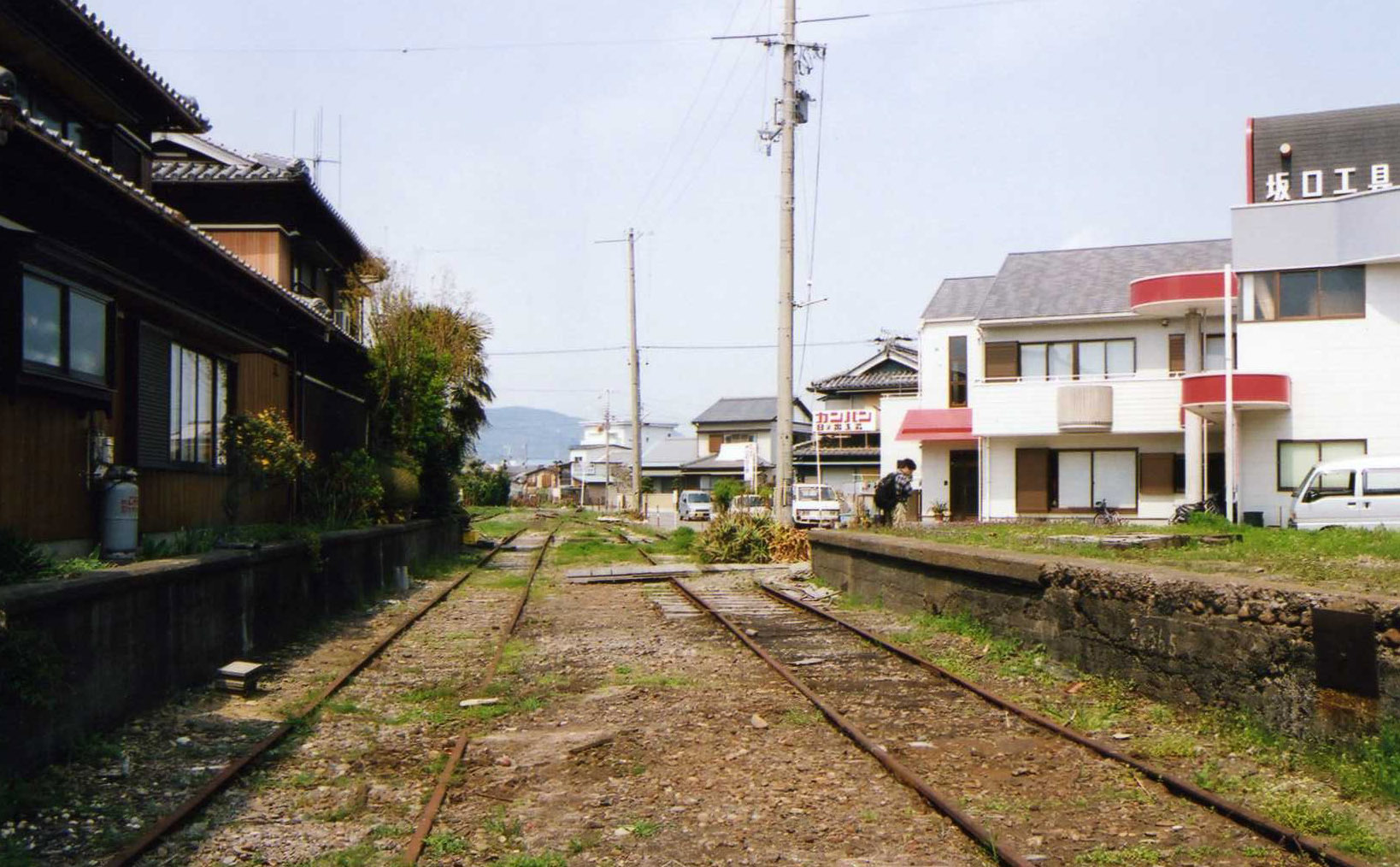
廃線跡（2003年3月）

## その他
- 日高川駅と西御坊駅との間にはかつて日出紡績前駅が存在したが、1941年（昭和16年）に廃止された。
- 当駅跡を2017年（平成29年）に廃車となるキテツ2形を活用し、列車運転体験などが出来る鉄道公園として整備する構想がある[2]が、2024年（令和6年）9月時点では実現していない。

## 隣の駅
紀州鉄道
■紀州鉄道線
西御坊駅 - 日高川駅